# 奉公人町
奉公人町（ほうこうにんちょう）は、愛知県名古屋市西区の地名。

## 歴史

### 町名の由来
奉公人が多数居住していたことに由来するという。

### 沿革
- 江戸時代は名古屋村に属し、名古屋城下続きの一町を構成[2]。
- 1878年（明治11年）12月20日 - 名古屋区編入に伴い、同区奉公人町となる[2]。
- 1889年（明治22年）10月1日 - 名古屋市成立に伴い、同市奉公人町となる[2]。
- 1908年（明治41年）4月1日 - 西区成立に伴い、同区奉公人町となる[2]。
- 1981年（昭和56年）8月23日 - 新道一丁目に全域が編入され消滅[2]。

## 施設
- 名古屋電灯西区営業所[3]